# Angelo Ciccone
Pour les articles homonymes, voir Ciccone.
Angelo Ciccone, né le 7 juillet 1980 à Cento, est un coureur cycliste italien. Il concourt dans plusieurs disciplines sur piste.

## Biographie
Angelo Ciccone a notamment été champion d'Italie de poursuite par équipes en 2004 et de l'américaine en 2004 et 2007. Il a participé aux Jeux olympiques de 2004 et de 2008.

## Palmarès sur piste

### Jeux olympiques
- Athènes 2004
  - 8e de la course aux points
- Pékin 2008
  - 14e de l'américaine

### Championnats du monde
- Stuttgart 2003
  - 23e de la course aux points
- Melbourne 2004
  - 9e de la course aux points
- Los Angeles 2005
  - 12e du scratch
  - 16e de la course aux points
- Bordeaux 2006
  - 13e de la course aux points
- Pruszków 2009
  - 7e de l'américaine
- Ballerup 2010
  - 7e de l'américaine
  - 14e de la course aux points
- Melbourne 2012
  - 6e de la course aux points
  - 10e de l'américaine
- Minsk 2013
  - 4e de l'américaine
  - 8e de la course aux points

### Championnats du monde juniors
- 1998
  -  Médaillé d'argent de la poursuite par équipes juniors

### Coupe du monde
- 2002
  - 1er de la poursuite par équipes à Cali
- 2004
  - 3e de la course aux points à Aguascalientes
- 2008-2009
  - 2e de l'américaine à Copenhague
- 2009-2010
  - 2e de l'américaine à Pékin

### Championnats d'Europe
- 2003
  -  Médaillé de bronze de l'omnium endurance
- 2004
  -  Médaillé d'argent de l'omnium endurance
- Panevėžys 2012
  -  Médaillé de bronze de l'américaine

### Championnats d'Italie
- 2003
  -  Champion d'Italie de poursuite par équipes (avec Francesco Giuliani, Stefano Marengo et Claudio Masnata)
  -  Champion d'Italie de la course aux points
- 2004
  -  Champion d'Italie de poursuite par équipes (avec Francesco Giuliani, Martino Marcotto et Stefano Marengo)
  -  Champion d'Italie de l'américaine (avec Fabio Masotti)
- 2005
  -  Champion d'Italie de l'américaine (avec Fabio Masotti)
- 2006
  -  Champion d'Italie de la course aux points
  -  Champion d'Italie de l'américaine (avec Fabio Masotti)
- 2007
  -  Champion d'Italie de l'américaine (avec Fabio Masotti)
- 2009
  -  Champion d'Italie de la course aux points
  -  Champion d'Italie de l'américaine (avec Alex Buttazzoni)
  -  Champion d'Italie de course derrière derny
- 2010
  -  Champion d'Italie de poursuite par équipes (avec Alessandro De Marchi, Marco Coledan et Alex Buttazzoni)
  -  Champion d'Italie de l'américaine (avec Fabio Masotti)
- 2012
  -  Champion d'Italie de poursuite par équipes (avec Alessandro De Marchi, Elia Viviani et Alex Buttazzoni)
  -  Champion d'Italie de l'omnium

## Palmarès sur route

### Par années
- 2003
  - Poreč Trophy
  - Coppa San Geo
  - 2e du Giro delle Tre Province
- 2005
  - 8e étape du Tour de l'État de Sao Paulo
  - 3e de la Coppa San Vito
- 2009
  - 3e étape du Tour de Roumanie
- 2010
  - Prologue du Tour de Roumanie
- 2011
  - 3e de la Clásica 1° de Mayo
  - 3e du Tour de Roumanie

### Classements mondiaux
| Année           | 2008  | 2009 | 2010 | 2011 | 2012 |
| --------------- | ----- | ---- | ---- | ---- | ---- |
| UCI Europe Tour | 1060e | 942e | 766e | 682e | 588e |